# Duewag xMGT

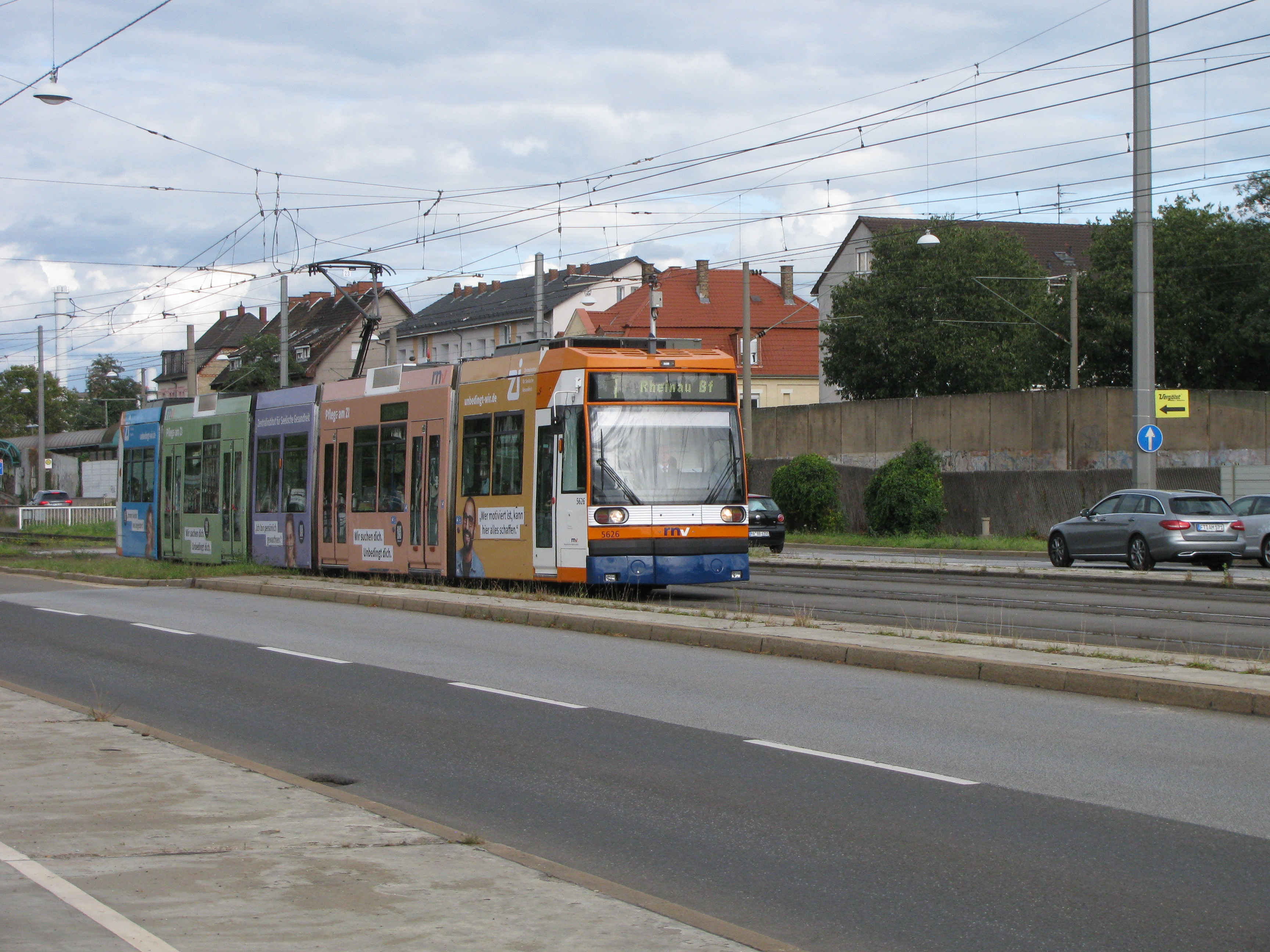
6MGT na linii nr 1 w Mannheimie

xMGT – rodzina niskopodłogowych, przegubowych, wieloczłonowych wagonów tramwajowych, wytwarzanych w latach 1994–1995 w zakładach Duewag i AEG dla systemu tramwajowego miast Mannheim i Ludwigshafen. Ogółem wyprodukowano 69 tramwajów, z czego 64 w wersji 6MGT i 5 w wersji 8MGT.

## Oznaczenie
Wagony tramwajowe oznaczano według schematu zamieszczonego w tabeli.
| Znak | Opis                         |
| ---- | ---------------------------- |
| 6/8  | sześcioosiowy/ośmioosiowy    |
| M    | rozstaw metrowy (Meterspur)  |
| G    | przegubowy (Gelenk)          |
| T    | wagon silnikowy (Triebwagen) |

## Historia
W połowie lat 90. XX wieku zakłady Duewag wytwarzały tramwaje typu MGT6D. W tym samym czasie przewoźnicy z Mannheimu i Ludwigshafen złożyli zamówienie na nowe wagony niskopodłogowe. Typ MGT6D nie miał jednak odpowiedniej zdolności przewozowej, dlatego Duewag, wraz z AEG, opracował tramwaje typu 6MGT i 8MGT.

## Konstrukcja
xMGT to tramwaje silnikowe, przegubowe, częściowo niskopodłogowe, jednokierunkowe. Wagony 6MGT są pięcioczłonowe i opierają się na trzech wózkach, a 8MGT są siedmioczłonowe i mają o jeden wózek więcej. Udział niskiej podłogi wynosi od 70 do 80%. Do wnętrza tramwajów prowadzą jedne drzwi jednopłatowe z przodu i po dwoje dwupłatowych w członach parzystych. Człony nieparzyste są krótsze. Prąd pobierany jest z sieci za pomocą połówkowego odbieraka prądu zamontowanego na dachu środkowego członu.

## Dostawy
| Państwo        | Miasto                  | Typ            | Lata dostaw    | Liczba | Numery taborowe       |       |  |
| -------------- | ----------------------- | -------------- | -------------- | ------ | --------------------- | ----- |  |
| Niemcy         | Mannheim i Ludwigshafen | 6MGT           | 1994–1995      | 64     | 601–650, 201–214      | [ 7 ] |  |
| Niemcy         | Mannheim i Ludwigshafen | 8MGT           | 1994–1995      | 5      | 1031, 1032, 1041–1043 | [ 7 ] |  |
| Łączna liczba: | Łączna liczba:          | Łączna liczba: | Łączna liczba: | 69     |                       |       |  |